# Conrad Ricamora
Conrad Wayne Ricamora (17 de febrero de 1979) es un actor y cantante estadounidense. Es conocido por su interpretación de Oliver Hampton en la serie de televisión de ABC How to Get Away with Murder.

## Biografía
Ricamora nació en Santa María, California. Es el hijo de Ron Ricamora, quien estuvo en la Fuerza Aérea de EE. UU., y la trabajadora social Debbie Bolender. Su padre nació en Manila, Filipinas, y se mudó a los EE. UU. cuando tenía 10 años. Se cree que tiene ascendencia Filipina pero es adoptado, y su madre es de ascendencia alemana e irlandesa. Ricamora creció principalmente en Niceville, Florida, y era un ávido jugador de tenis. Él es abiertamente gay y fue honrado con La Campaña de Derechos Humanos con un Premio a la Visibilidad.

## Carrera
Conrad interpretó el papel de Ninoy Aquino en el musical Off-Broadway de 2013, Here Lies Love, que tuvo dos en El Teatro Público. Ganó el Theatre World Award y fue nominado para un Premio Lucille Lortel por Actor Principal Sobresaliente en un Musical.
En 2014, fue seleccionado para el papel recurrente de Oliver Hampton en el drama legal de ABC How to Get Away with Murder. Él continuó haciendo apariciones recurrentes durante todo el show de la segunda temporada y fue promovido a reparto principal desde la tercera temporada.
Ricamora interpretó a Lun Tha en la re adaptación Teatro Central de Lincoln de Broadway de Rodgers y Hammerstein's El Rey y yo en 2015, dirigida por Bartlett Sher. El reparto de grabación del musical en 2015 recibió una nominación para el Premio Grammy para el Mejor Teatro Musical del Álbum.
En 2017, Ricamora se reincorporó en el elenco de Here Lies Love como Ninoy Aquino en el Seattle Repertory Theater.
En 2018, Ricamora protagonizó el estreno de David Henry Hwang Poder Blando como Xue Xing en el Ahmanson Theatre en Los Angeles.

## Filmografía

### Cine
| Año  | Título                                      | Papel          | Notas |
| ---- | ------------------------------------------- | -------------- | ----- |
| 2006 | Talladega Nights: The Ballad of Ricky Bobby | El Oficial DMV |       |
| 2017 | La Luz de La Luna                           | Jack           |       |
| 2022 | Fire Island                                 | Will           |       |

### La televisión
| Año       | Título                      | Papel          | Notas                                                                 |
| --------- | --------------------------- | -------------- | --------------------------------------------------------------------- |
| 2014–2020 | How to Get Away with Murder | Oliver Hampton | 52 episodios Temporadas 1 y 2 (Recurrente) Temporadas 3-6 (Principal) |
| 2017      | Mental                      | El Dr. Torres  | Episodio: Dr. Bleiffer por Maternidad                                 |
| 2021      | The Resident                | Dr. Jake Wong  | Temporada 3, 4 y 5 (Recurrente)                                       |

### Teatro
| Año       | Título          | Papel        | Notas                                                                                       |
| --------- | --------------- | ------------ | ------------------------------------------------------------------------------------------- |
| 2018      | El Poder Blando | Xue Xing     |                                                                                             |
| 2013-2017 | Here Lies Love  | Ninoy Aquino | Theatre World Award Nominado—Premio Lucelli Lortel como Mejor Actor Principal en un Musical |
| 2015-2016 | El Rey y yo     | Lun Tha      | El Premio Grammy Nominados—Mejor Teatro Musical Del Álbum, Solista Principal                |